# Diócesis de Timișoara
La diócesis de Timișoara (en latín: Dioecesis Timisoarensis, en rumano: Dieceza de Timișoara y en húngaro: Temesvári egyházmegye) es una circunscripción eclesiástica de la Iglesia católica en Rumania. Se trata de una diócesis latina, sufragánea de la arquidiócesis de Bucarest. Desde el 16 de mayo de 2018 su obispo es József-Csaba Pál.

## Territorio y organización

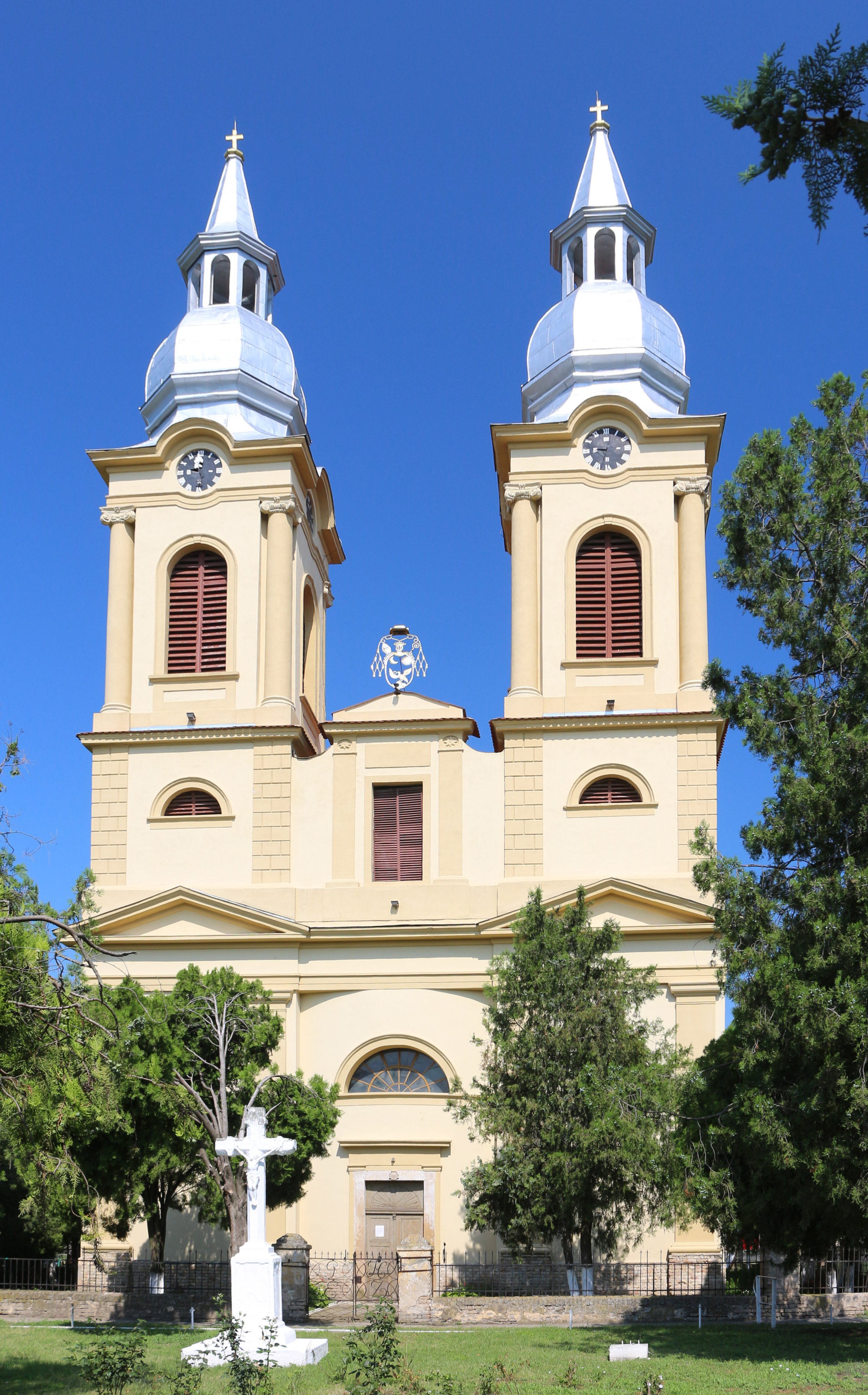
Iglesia católica de Șandra

La diócesis tiene 24 755 km² y extiende su jurisdicción sobre los fieles católicos de rito latino residentes en los distritos de Suceava, Botoșani, Neamț, Iași, Bacău, Vaslui, Vrancea y Galați.
La sede de la diócesis se encuentra en la ciudad de Timișoara, en donde se halla la Catedral de San Jorge. 
En 2022 en la diócesis existían 73 parroquias. 

## Historia
La diócesis de Timișoara tiene su origen en la antigua diócesis de Csanád (hoy diócesis de Szeged-Csanád en Hungría), fundada por el rey Esteban I de Hungría en 1030, que era sufragánea de Kalocsa. Desde 1738 la sede del obispado estuvo en Timișoara, en donde se encontraba la catedral diocesana. 
Hasta el final de la Primera Guerra Mundial la diócesis de Csanád cubrió un vasto territorio en lo que hoy es Hungría, Yugoslavia y Rumania. Tras el Tratado de Trianón de 1920 y la desintegración del Imperio austrohúngaro el Banato fue dividido entre Hungría, Serbia y Rumania. 154 parroquias y 503 212 creyentes en 24 963 km² que eran parte de la diócesis de Csanád pasaron a ser parte de Rumania; 33 parroquias y la ciudad de Szeged quedaron en Hungría; mientras que 64 parroquias con centro en Zrenjanin se incorporaron al Reino de Serbia. En 1923 su obispo Julius Glattfelder fue expulsado por las autoridades rumanas y la sede diocesana se trasladó de facto a Szeged en Hungría. El 17 de febrero de 1923 la Santa Sede estableció la administración apostólica de Timișoara en la parte de la diócesis de Csanád que se extendía por Rumania. Tras un ajuste fronterizo en 1925, Módos y Párdány, que eran parte de Rumania y de la diócesis, pasaron a ser parte del Reino de los Serbios, Croatas y Eslovenos, mientras que Jimbolia pasó a ser parte de Rumania.
Luego del concordato del 10 de mayo de 1929 entre la Santa Sede y Rumania, el 5 de junio de 1930 la administración apostólica fue elevada a diócesis de Timișoara mediante la bula Solemni Conventione del papa Pío XI.
Tras el final de la Segunda Guerra Mundial, en 1945 comenzó la deportación de fieles católicos alemanes a campos de trabajos forzados en la Unión Soviética. En 1947 el rey de Rumania abdicó y el país se transformó en una república comunista. En 1948 el Gobierno rumano rescindió el concordato con la Santa Sede y suprimió las escuelas eclesiásticas. Bajo la nueva ley de culto, el Gobierno consideró abolida la diócesis. El obispo Augustin Pacha fue encarcelado en 1950 junto con 44 sacerdotes y murió el 4 de noviembre de 1954, quedando la diócesis vacante hasta 1990. La Santa Sede decidió que en vista de la extraordinaria situación de la Iglesia en Rumania, la jurisdicción episcopal fue tratada como en los países de misión. Cada obispo ordinario debía nombrar dos sucesores que, en caso de incapacidad propia para ejercer el cargo, debían ejercer los derechos y deberes jurisdiccionales como ordinarius substitutus, por lo que se sucedieron en el cargo desde el arresto de Pacha: Joseph Pless, Iván Frigyér, Konrad Kernweisz y Ferdinand Hauptmann. 
Después de la Revolución rumana de 1989 la Iglesia católica pudo funcional más libremente y el 14 de marzo de 1990 fue designado Sebastian Kräuter como obispo. El fin del comunismo significó también que cerca de 120 000 católicos abandonaron la zona en la década de 1990.

## Estadísticas
Según el Anuario Pontificio 2023 la diócesis tenía a fines de 2022 un total de 105 953 fieles bautizados.
| Año                                                                             | Población            | Población | Población      | Sacerdotes | Sacerdotes    | Sacerdotes    | Bautizados por sacerdote | Diáconos permanentes | Religiosos | Religiosos | Parroquias |
| Año                                                                             | Bautizados católicos | Total     | % de católicos | Total      | Clero secular | Clero regular | Bautizados por sacerdote | Diáconos permanentes | Varones    | Mujeres    | Parroquias |
| ------------------------------------------------------------------------------- | -------------------- | --------- | -------------- | ---------- | ------------- | ------------- | ------------------------ | -------------------- | ---------- | ---------- | ---------- |
| 1950                                                                            | 380 000              | 1 300 000 | 29.2           | 267        | 220           | 47            | 1423                     |                      | 66         | 540        | 164        |
| 1970                                                                            | 320 000              | ?         | ?              | 152        | 131           | 21            | 2105                     |                      | 21         |            | 160        |
| 1988                                                                            | 276 000              | 1 450 000 | 19.0           | 121        | 108           | 13            | 2280                     |                      | 15         |            | 151        |
| 1999                                                                            | 112 630              | 1 570 000 | 7.2            | 99         | 88            | 11            | 1137                     |                      | 15         | 90         | 71         |
| 2000                                                                            | 107 354              | 1 523 124 | 7.0            | 94         | 87            | 7             | 1142                     |                      | 11         | 82         | 70         |
| 2001                                                                            | 182 649              | 1 528 631 | 11.9           | 94         | 85            | 9             | 1943                     |                      | 16         | 77         | 72         |
| 2002                                                                            | 182 649              | 1 528 631 | 11.9           | 90         | 82            | 8             | 2029                     |                      | 11         | 88         | 73         |
| 2003                                                                            | 170 850              | 1 528 600 | 11.2           | 94         | 84            | 10            | 1817                     |                      | 14         | 76         | 72         |
| 2004                                                                            | 168 000              | 1 520 000 | 11.1           | 91         | 84            | 7             | 1846                     |                      | 9          | 69         | 73         |
| 2010                                                                            | 143 748              | 1 491 184 | 9.6            | 87         | 82            | 5             | 1652                     |                      | 7          | 60         | 73         |
| 2014                                                                            | 108 379              | 1 345 576 | 8.1            | 90         | 84            | 6             | 1204                     |                      | 7          | 41         | 73         |
| 2017                                                                            | 107 264              | 1 337 500 | 8.0            | 89         | 83            | 6             | 1205                     |                      | 7          | 25         | 73         |
| 2020                                                                            | 107 220              | 1 343 340 | 8.0            | 93         | 89            | 4             | 1152                     |                      | 6          | 27         | 74         |
| 2022                                                                            | 105 953              | 1 327 343 | 8.0            | 99         | 95            | 4             | 1070                     |                      | 6          | 28         | 73         |
| Fuente: Catholic-Hierarchy, que a su vez toma los datos del Anuario Pontificio. |                      |           |                |            |               |               |                          |                      |            |            |            |

## Episcopologio
- Augustin Pacha † (17 de febrero de 1923-10 de octubre de 1930) (administrador apostólico)

- Augustin Pacha † (10 de octubre de 1930-4 de noviembre de 1954 falleció)
  - Joseph Pless † (1950-1951) (ordinarius substitutus)
  - Iván Frigyér † (1951-1954) (ordinarius substitutus)
  - Sede vacante (1954-1990) 
  - Konrad Kernweisz † (1954-1981) (ordinarius substitutus)
  - Ferdinand Hauptmann † (1981-1983) (ordinarius substitutus)
  - Sebastian Kräuter † (1983-1990) (ordinarius substitutus)
- Sebastian Kräuter † (14 de marzo de 1990-24 de junio de 1999 retirado)
- Martin Roos (24 de junio de 1999-16 de mayo de 2018 retirado)
- József-Csaba Pál, desde el 16 de mayo de 2018